# Máy tập tạ

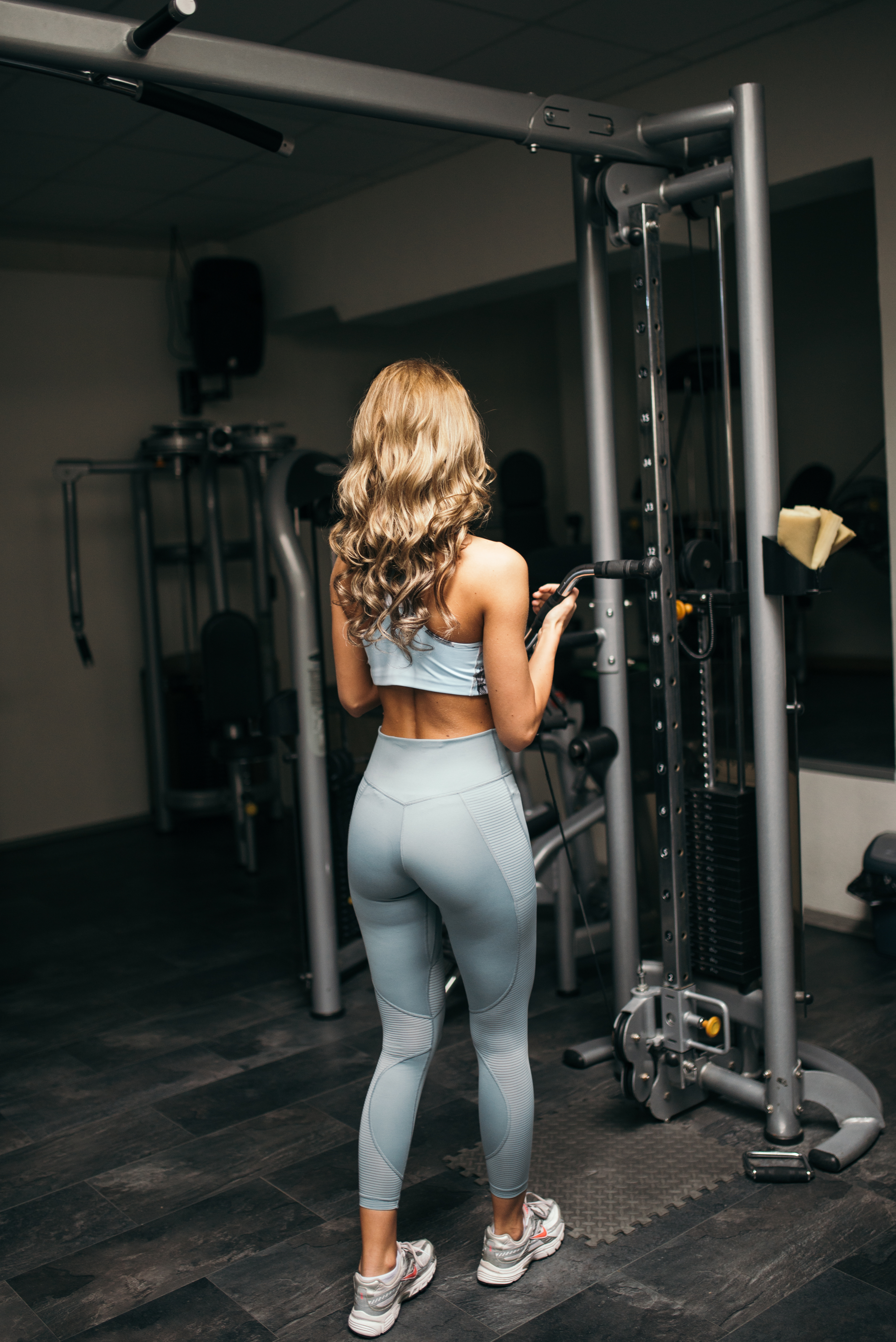
Máy tập tạ với cấu trúc dây kéo cáp để hỗ trợ cho bài tập cuộn bắp tay thay vì sử dụng tạ đơn, người tập chỉ việc kéo gập duỗi tay để sử dụng sức kháng lực từ dây cáp thay vì sử dụng tạ

Máy tập tạ (Weight machine) hay còn gọi là máy tập Gym hay máy tập thể hình là các loại thiết bị tập luyện chuyên dụng được sử dụng để tập tạ sử dụng trọng lực làm nguồn kháng lực chính và kết hợp các máy cơ đơn giản để truyền sức kháng lực đó cho người sử dụng máy. Mỗi loại máy đơn giản (ròng rọc, đòn bẩy, bánh xe, độ nghiêng) thay đổi lợi thế cơ học của toàn bộ máy so với trọng lượng. Nhiều dòng máy tập tạ chuyên dụng, đa năng được trang bị đầy đủ tại các phòng tập Gym. Một loại máy xếp chồng - còn được gọi là giá đỡ/khung dẫn hướng - có một bộ tấm hình chữ nhật được đục lỗ bằng một thanh thẳng đứng có khoan lỗ để gắn chốt. Các hiệu máy Nautilus đầu tiên là sự kết hợp của máy đòn bẩy và máy kéo cáp, chúng cũng có các thành phần cố định tùy chọn như thanh xà đơn. Universal Gym Equipment tiên phong trong phong cách máy đa trạm. Một số loại máy tập tạ có cấu trúc thiết kế đơn giản cũng được lắp đặt cố định ở những nơi công cộng, công viên tại các sân tập gym để phục vụ cho nhu cầu tập thể dục, rèn luyện sức khoẻ của cư dân địa phương. 

## Thiết bị

### Hệ máy

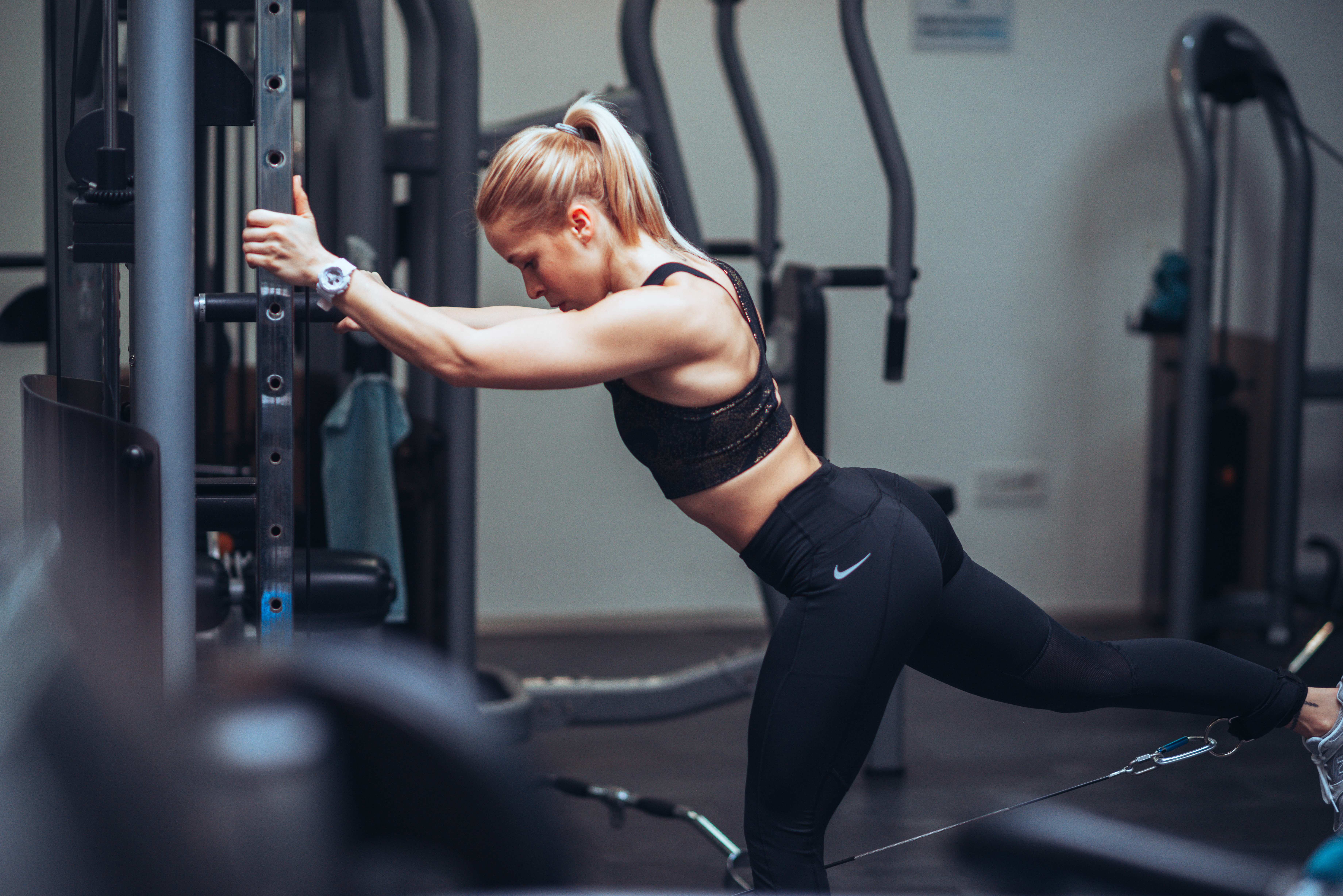
Máy tập kéo cơ đùi sau, người tập sẽ đá lăng chân về sau và dùng sức kháng lực của dây kéo cáp để tăng áp lực lên cơ, tay vì động tác đạp đùi khó có thể hỗ trợ cho việc tập các nhóm cơ phía sau bắp chân

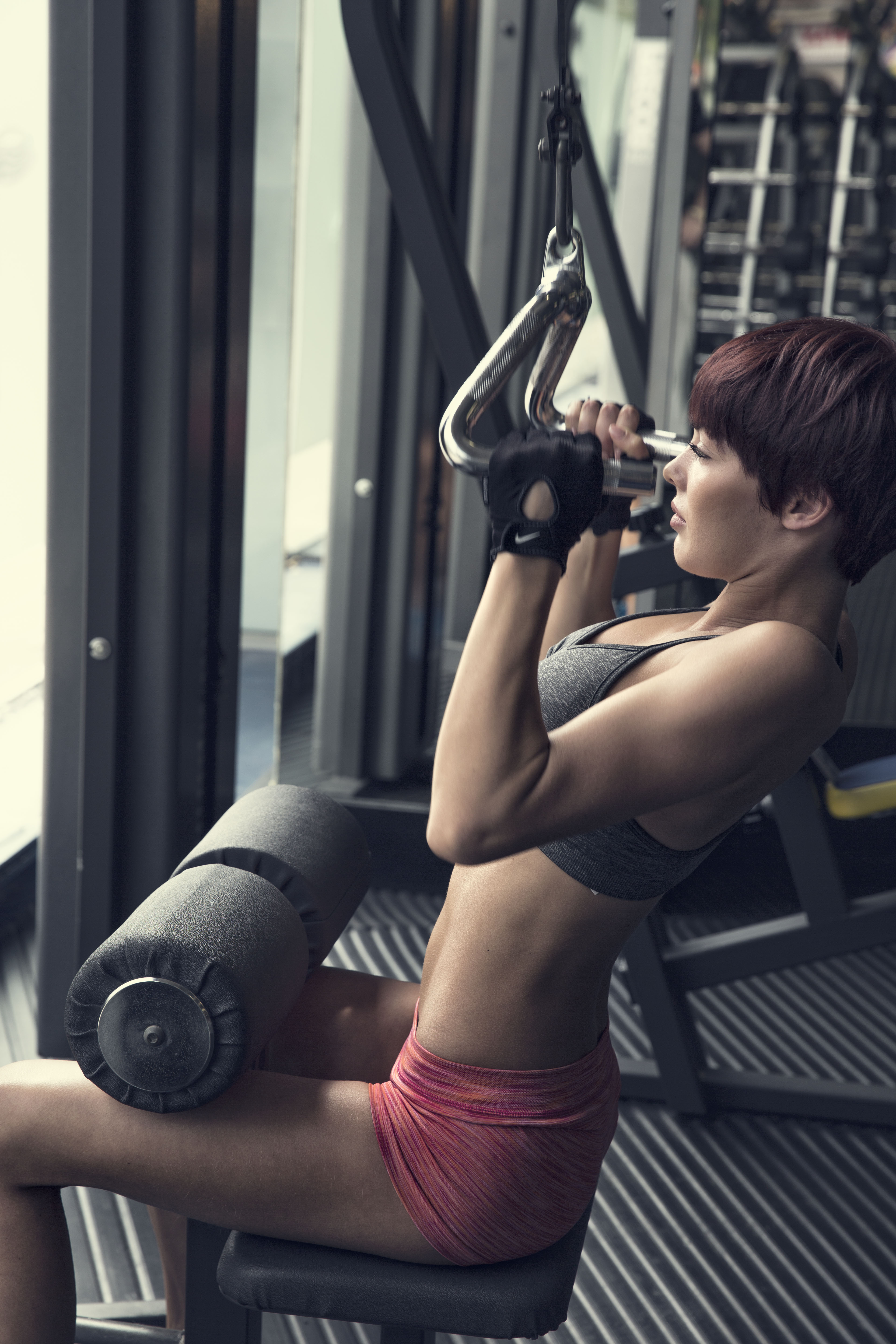
Một loại máy tập tạ dạng cáp kéo hỗ trợ cho bài tập cơ lưng xô, thay vì phải vươn mình nâng tạ nặng

Trong các phòng tập gym có trang bị các loại máy kéo cáp (Cable machine) chuyên dụng là một thiết bị được sử dụng trong tập tạ hoặc tập luyện chức năng. Hệ thống máy này bao gồm một khung thép hình chữ nhật, định hướng theo chiều dọc, rộng khoảng 3 mét và cao 2 mét, với một cọc tạ được gắn thông qua một hệ thống dây cáp và ròng rọc vào một hoặc nhiều tay cầm. Những sợi dây cáp kết nối tay cầm với các chồng tạ chạy qua các ròng rọc có thể điều chỉnh được và có thể cố định ở bất kỳ độ cao nào theo khung máy. Điều này cho phép thực hiện nhiều bài tập khác nhau trên thiết bị. Một đầu của dây cáp được gắn vào một thanh thép đục lỗ chạy dọc theo tâm của chồng tạ. Để chọn lượng kháng lực mong muốn, người tập sẽ dời chốt kim loại vào lỗ có nhãn trên chồng tạ. Đầu kia của dây cáp tạo thành một vòng, cho phép người dùng gắn tay cầm phù hợp cho bài tập. Hầu hết các máy cáp đều có lực cản tối thiểu là 20 pound (~9 kg) để cân bằng trọng lượng của phụ kiện thông thường.
Máy Smith (Smith machine) là máy tập tạ dùng để tập tạ. Loại máy này bao gồm một thanh tạ được cố định trong thanh ray thép chỉ cho phép di chuyển theo chiều dọc hoặc gần theo chiều dọc. Một số máy Smith có thanh tạ được cân bằng. Máy có thể được sử dụng cho nhiều bài tập khác nhau mặc dù thường được sử dụng nhất để thực hiện "Squat với máy Smith". Đằng sau mỗi trụ dọc (thanh trượt) là một loạt các khe cắm mà tạ có thể được móc vào với mục đích làm cho nó an toàn hơn cho những người nâng tạ mà không có người hỗ trợ, vì người ta chỉ cần xoay cổ tay để khóa tạ tại chỗ trong trường hợp trọng lượng trở nên quá nặng. Hầu hết các mẫu máy cũng kết hợp các khối, chốt hoặc các thiết bị khác có thể được điều chỉnh để tự động dừng tạ ở độ cao tối thiểu được xác định trước. Tuy nhiên, điều này không loại bỏ hoàn toàn nguy cơ tiềm ẩn khi phải mang vật nặng trên lưng và có thể tạo ra cảm giác tự tin thái quá và ảo tưởng sức mạnh. Năm 2001, một người sử dụng máy Smith đã bị liệt tứ chi khi máy đè bẹp cột sống của anh ta. Đẩy ngực một mình vắng người, hoặc không ai trông chừng nói chung là có nguy cơ, nhưng thậm chí còn nguy hiểm hơn khi tập với máy Smith, nếu bị một thanh tạ đè lên và kẹt dưới sức nặng của nó mà không còn đủ sức để thể lăn đi hoặc nghiêng sang một bên khỏi ngực hoặc cổ của người tập, điều này đã dẫn đến ít nhất một trường hợp tử vong vì nghẹt thở do tạ đòn chèn ngực.
Việc sử dụng máy Smith bị nhiều người đam mê tập luyện sức mạnh phản đối vì nó buộc người dùng phải thực hiện theo "quỹ đạo hướng đường đi của thanh tạ" khi lên thẳng và xuống một cách không tự nhiên. Chuyển động không tự nhiên này có thể gây ra áp lực cắt lên đầu gối và/hoặc lưng khi ngồi xổm hoặc vai (nếu nằm đẩy ngực). Chuyển động hạn chế của thanh tạ đòn cũng làm giảm vai trò của các cơ ổn định so với bài tập sử dụng tạ tự do. Điều này có thể cho phép nâng tạ nặng hơn, với cái giá phải bỏ ra là sử dụng ít khối lượng cơ hơn. Cũng khó để giữ nhật ký tập luyện chính xác vì nhà sản xuất thường không ghi rõ trọng lượng của thanh tạ. Giống như các máy tập thể dục khác, máy Smith thường được những người tập luyện sức mạnh không chuyên hoặc thiếu kinh nghiệm ưa chuộng, những người không biết cách thực hiện các bài tập tự do liên quan đến tạ nặng một cách an toàn. Nhiều phòng tập phục vụ cho người tập không chuyên và do đó có thể cung cấp máy Smith thay vì giá đỡ tạ, đây là thiết bị quan trọng để thực hiện động tác squat và các bài tập tạ đòn khác một cách an toàn. Tuy nhiên, máy Smith cũng có một số người ủng hộ trong số những người tập luyện có kinh nghiệm. Nó có khả năng thực hiện các biến thể bài tập khi tiến độ chậm lại khi sử dụng các hình thức tập luyện khác, mặc dù phải cẩn thận để tránh các vấn đề về căng khớp. 
Khung gánh (Power rack) là thiết bị tập tạ có chức năng cho các bài tập tạ tự do với thanh tạ mà không bị hạn chế chuyển động do thiết bị như máy Smith áp đặt. Thiết kế chung của nó là bốn trụ thẳng đứng với hai chốt thanh ngang có thể điều chỉnh (còn gọi là "giá đỡ", "thanh ray" hoặc "chốt") ở mỗi bên. Nhiều giá đỡ tạ cũng có các phụ kiện đi kèm, chẳng hạn như thanh tạ, bài tập kéo hoặc chốt để cất tấm tạ. Giá đỡ tạ phục vụ nhiều mục đích, trong đó có mục đích đảm bảo tính an toàn, đặc biệt là trong các bài tập đẩy ngực, khi được thiết kế các chốt tạ, còn được gọi là tay đỡ tạ, ngay phía trên ngực của người nâng tạ sẽ ngăn thanh tạ đằn lên và đè bẹp vận động viên trong trường hợp mệt mỏi cơ hoặc mất kiểm soát thanh tạ. Trong trường hợp squat (ngồi xổm), các chốt tạ được đặt ngay bên dưới vị trí thấp nhất của tư thế ngồi xổm cho phép người nâng tạ "thả" tạ một cách an toàn. Giá đỡ tạ cũng hữu ích để thực hiện các bài tập có phạm vi giới hạn, thường liên quan đến tạ nặng. Power Racks được phát minh do công của Bob Peoples và trở nên phổ biến vào những năm 1960, khi Terry Todd và Craig Whitehead sử dụng chúng để kiểm tra "thuyết về sự mệt mỏi tối đa" của họ. Peary Rader sau đó đã dành một bài viết dài về chủ đề này trong tạp chí Iron Man của ông, Peary Rader đề cập rằng những ý tưởng tương tự đã được lưu hành trong khoảng hai thập kỷ, mặc dù chúng không phải lúc nào cũng được gọi là giá đỡ. Một dạng giá đỡ tạ mới hơn đã trở nên phổ biến là giá đỡ nửa, sử dụng hai hoặc bốn trụ dọc (có chốt thanh dầm) mà người dùng đứng trước, trái ngược với việc đứng ở giữa bốn trụ trong giá đỡ thông thường. Giá đỡ nửa đầu tiên được phát triển tại Đại học Nebraska.

### Các loại

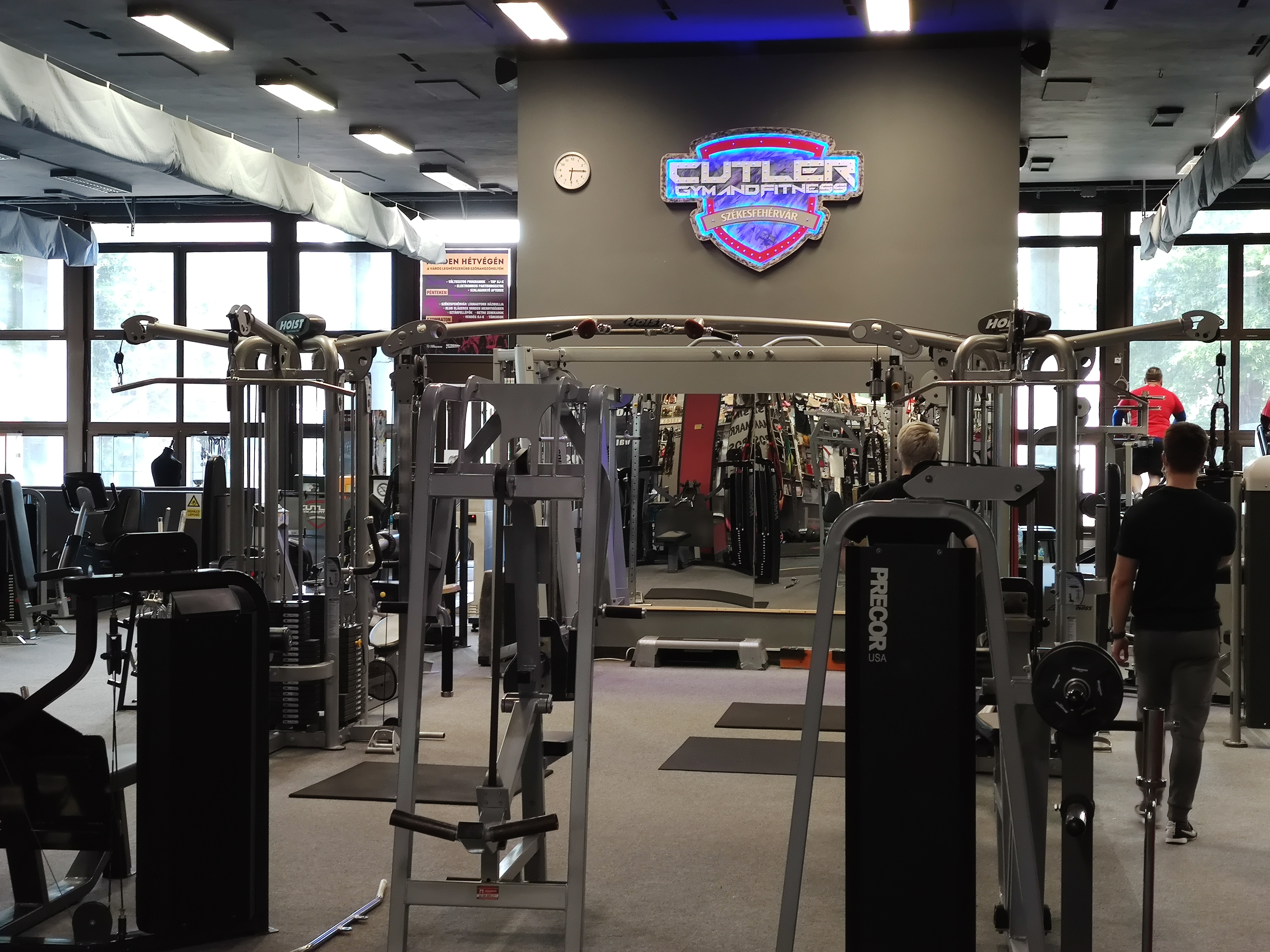
Các loại máy tập tạ trong một phòng tập thể hình

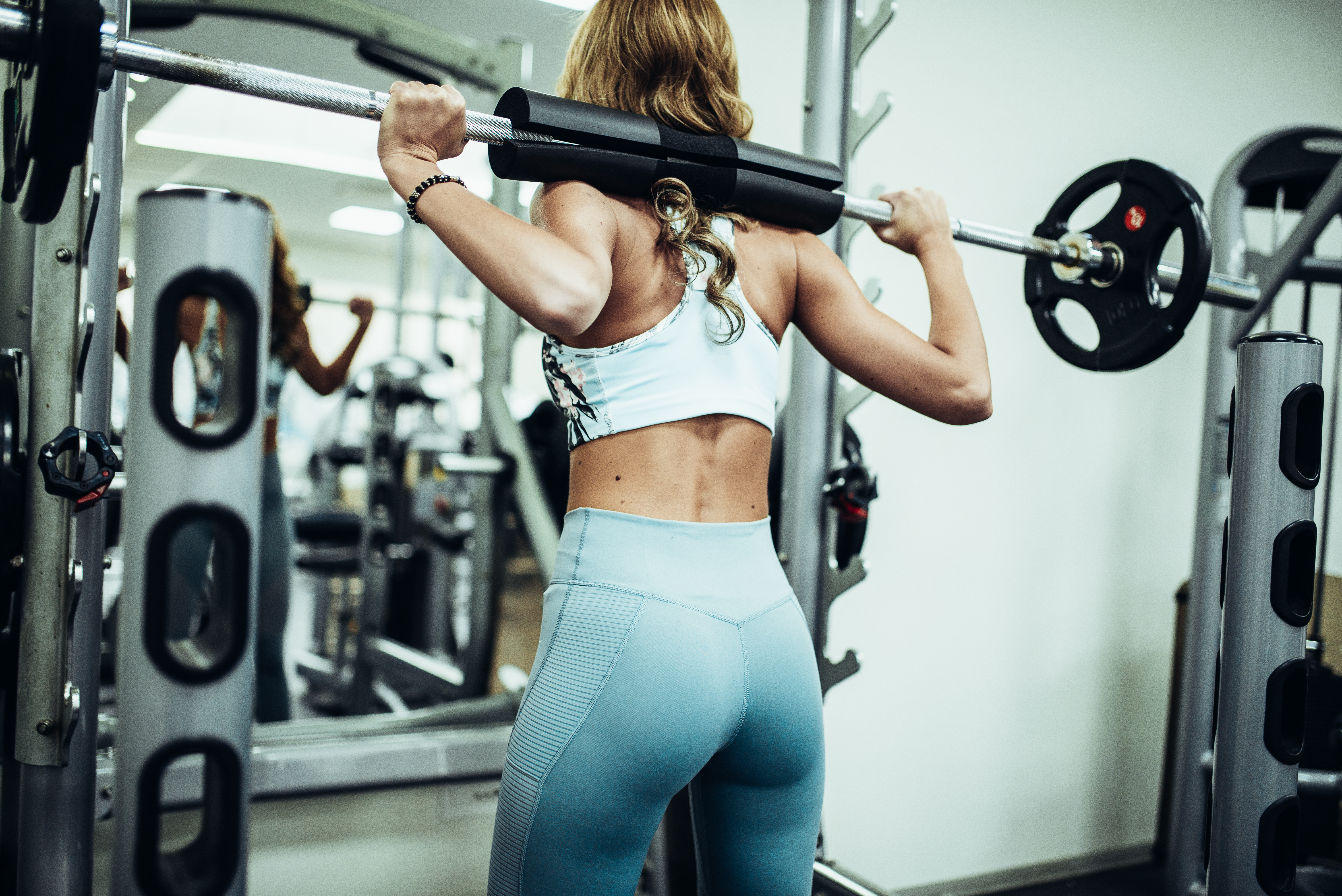
Thực hiện động tác squat với thanh tạ đòn, thiết bị ở đây bao gồm khung gánh/giá đỡ tạ để tăng độ an toàn cho bài tập

Các loại máy móc phòng tập gym thường được chia làm ba loại chính gồm Máy khối (máy kèm tạ), Máy dạng strength/robot–máy lắp tạ rời, Máy dạng khung–khung gánh, các khung ghế các loại ghế tập tạ đơn.
- Máy tập cơ ngực gồm: Ghế đẩy ngực ngang, ghế đẩy ngực dốc trên, ghế đẩy ngực dốc dưới, máy tập ép ngực (Pec Deck Machine), máy tập cơ vai, ghế tập đẩy vai. Có hai thiết kế máy tập tạ có sẵn cho bài tập dang tay ép ngực (fly) hay còn gọi là "bay ngực". Máy tập tạ đòn bẩy ngồi và máy tập Pec Dec. Bài tập tạ đòn bẩy ngồi bao gồm việc nắm hai tay cầm ở độ cao ngang vai và đẩy chúng lại với nhau trong khi giữ khuỷu tay ở một góc không đổi[16]. Khi sử dụng máy Pec Dec, hai tay nắm chặt hai tay cầm ở độ cao ngang đầu, trong khi cẳng tay đẩy vào hai miếng đệm ở độ cao ngang ngực[17].
- Máy tập cơ tay: Ghế tập bắp tay trước (cho các bài tập cuộn bắp tay trước), Khung xà kép tập tay sau kết hợp tập bụng.
- Máy tập cơ bụng dành cho các bài tập bụng: Ghế gập bụng, máy tập xoay eo, máy tập cơ lưng, máy tập cơ xô (Lat Pull Down Machine), máy tập kéo xô dọc, máy tập kéo xô ngang, ghế tập lưng.
- Máy tập cơ chân, cơ mông: Khung gánh Squat, khung gánh dẫn hướng (Smith Machine), máy tập đá đùi (Leg Extension Machine) gồm máy tập đá đùi trước, máy tập móc đùi sau, máy tập đùi trong, đùi ngoài (Leg Adduction), máy tập bắp chuối (Calf Machine Seated), ghế tập bắp chuối, máy ép chân hay máy đạp chân 45 độ (Leg Press Machine) để tập bài đạp đùi.
- Giàn tạ khối đa năng: Giàn xô đôi 2 mặt, giàn 4 mặt, 5 mặt hoặc 8 mặt; Xô góc (hay còn gọi là xô V).
- Ghế tập tạ: Ghế băng dài, Ghế đơn (ghế đẩu), Ghế đẩu có tựa lưng, Ghế điều chỉnh độ dốc.
- Thanh đòn và bộ tạ các loại: Thanh đòn các loại, bộ tạ tay và giá để tạ, tạ đĩa (tạ bánh), tạ nắp ấm hay còn gọi là tạ bình vôi (Kettlebell/Kettle).
- Máy kéo cáp và ròng rọc (Cables và Pulleys): Là các loại máy có tác dụng tốt trong việc cung cấp đa dạng các bài tập cho người dùng, máy có thể tùy biến để giúp các động tác trở nên hiệu quả.
- Máy tập toàn thân (Elliptical) còn nhiều tên gọi khác là máy tập Elliptical, máy đi bộ trên không, hay máy trượt tuyết: Là loại máy được nhiều người ưa thích vì tính hiệu quả, máy sẽ tác động vào toàn thân khi tập luyện. Sử dụng máy Elliptical là một trong những bài tập Cardio phổ biến nhất giúp giảm mỡ (fat loss), giảm cân (weight loss), tập luyện tim mạch và cải thiện sức khỏe.
- Máy chạy bộ (Treadmill) là một trong những thiết bị phòng Gym được nhiều người ưa thích và luyện tập để tiêu tốn lượng calo.
- Máy chèo thuyền (Rowing machine/Rower) là thiết bị để kích thích khả năng vận động của toàn bộ cơ thể thông qua động tác mô tả tư thế chèo thuyền truyền thống.
- Xe đạp tập thể dục (máy tập chéo) là dòng xe hoạt động dựa trên các chuyển động bằng dây xích, tuy nhiên lại được cải biến thêm nhiều chức năng khác để có thể phù hợp với quá trình tập luyện thể hình. Thông thường, xe đạp thể dục sẽ được thiết kế bằng thép không gỉ với các bộ phận như yên ghế, ghế tựa, bàn đạp, bánh tạ.
- Xe đạp có bánh đà (xe đạp tập thể lực) trang bị với mô hình lớp dành riêng cho bộ môn đạp xe (Cycling – Spinning).
- Xe đạp gió là một dạng lai giữa máy đạp xe có bánh lăn và xe đạp toàn thân Elliptical, với một núm vặn chỉnh độ ma sát, độ ma sát càng cao thì đạp càng khó, nặng và càng tốn năng lượng.
- Xe đạp tập thể dục thẳng đứng hay Xe đạp tĩnh (Upright bike/Stationary bike/Indoor bike) là thiết bị tập Gym mô phỏng cách thức hoạt động của một chiếc xe đạp thông thường nhưng được lắp đặt trong nhà. Thiết bị này cung cấp bài tập toàn diện, tác động tích cực cho hệ tim mạch và các khớp của người tập. Máy đạp xe là một trong các loại máy được sử dụng rộng rãi trong phòng tập Gym.